# 桂文三 (2代目)
2代目 桂 文三（かつら ぶんざ、1859年（逆算） - 1891年5月7日）は、落語家（上方噺家）。俗に「提灯屋の文三」という。本名不詳。享年32。

## 来歴
淡路町難波橋角の提灯屋の息子として生まれる。初め3代目桂文吾の門下で2代目小文吾を名乗る。後、2代目桂文枝（後の桂文左衛門）の門下へ移り、1884年10月、師匠の前名である2代目文三を襲名。師の信頼の篤かったことが伺われる。16日より淡路町幾代、曽根崎幾代、賑江亭で襲名披露を行なった。
その後、2代目林家木鶴の養子となり、3代目木鶴を継ぐも名前負けし病気になり、1888年に再び文三に複名した時に、「還名御披露嘉入尽し 大都会ぶし」という摺物がある。若くして亡くなった。
落語界には珍しい美男子で、北新地の芸妓との艶聞が新聞に載ったこともあるという。2代目桂南光（後の桂仁左衛門）、初代桂小文枝（後の3代目桂文枝）、2代目小文吾時代の文三を「三人兄弟」と呼び、注目の若手であった。神戸漆亭での活躍が全盛期だったという。若旦那風のおっとりとした口調で、上手であったと伝える。
ちなみに、妻・おさんは笑福亭鶴八の娘で囃子方の名人だったが、夫婦で演じる『立ち切れ線香』は絶品であったという。なお、おさんは文三の死後に2代目三遊亭圓馬の妻となっている。
墓所は養父の2代目木鶴と同じ大阪四天王寺（壽法寺）。
主に茶屋噺を得意とした、ネタは『三枚起請』『菊江仏壇』得意とした。
また、5代目笑福亭松鶴の父と親交が厚く、5代目松鶴が落語界に入るきっかけを作ったという。